# Ampelmännchen

Ampelmännchen.

Los Ampelmännchen Ampelmännchenⓘ ("hombrecillo del semáforo" en alemán) son siluetas que representan a un hombre con sombrero típica de los semáforos de los pasos de peatones de la extinta República Democrática Alemana. El Ampelmännchen rojo extiende los brazos en cruz para señalar la prohibición de cruzar, mientras que el verde está dando un paso hacia adelante, indicando que el paso está permitido. Tras la reunificación alemana, se convirtió en un popular recuerdo de viaje.

## Historia

### Origen del diseño

Propuesta de semáforo de Karl Peglau (izquierda) comparada con un semáforo actual (derecha).

Los primeros semáforos para pasos de peatones fueron instalados en los años 50. Muchos países desarrollaron sus propios diseños, que finalmente se unificarían dando lugar a un estándar común. En aquel entonces, los semáforos eran iguales para coches, bicicletas y peatones. El Ampelmännchen fue creado en 1961 en el Berlín Oriental por el psicólogo Karl Peglau como parte de una propuesta para modificar los diseños de todos los semáforos. Peglau era crítico con el hecho de que los colores habituales de los semáforos (rojo, ámbar y verde) no eran de utilidad para aquellos ciudadanos incapaces de diferenciar los colores (alrededor de un 10 por ciento de la población total) y que las luces en sí mismas eran demasiado pequeñas y débiles para competir con los anuncios luminosos y la propia luz del sol. Peglau propuso mantener los tres colores, pero introducir formas geométricas intuitivas asociadas con cada color. Esta idea contó con múltiples apoyos, pero los planes de Peglau fracasaron debido a los costes que conllevaba reemplazar los semáforos de toda la infraestructura viaria.
Al contrario que el rodado, el tráfico de peatones no está sujeto a límites de edad y salud mental o física, y por lo tanto debe ser adecuado para niños, ancianos y discapacitados. Con esto en mente, Peglau pensó en usar la silueta de un hombrecito cuyo lenguaje gestual fuera comprensible por todo el mundo. Decidió también eliminar la luz ámbar, debido a que el tráfico de peatones no discurre generalmente de forma tan apresurada como el de vehículos.
La secretaria de Peglau, Anneliese Wegner, dibujó el Ampelmännchen siguiendo las indicaciones de su jefe. En el primer boceto el Ampelmännchen tenía dedos, pero esta característica se desechó por motivos técnicos relacionados con la iluminación. Para sorpresa de Peglau, el sombrero del hombrecillo, "jovial y alegre" pero susceptible de ser considerado un símbolo de la pequeña burguesía, contó con el beneplácito final de las autoridades. Los prototipos del Ampelmännchen fueron construidos por la empresa estatal VEB-Leuchtenbau Berlin. Cuatro décadas más tarde, Daniel Meuren, del diario germano-occidental Der Spiegel, describía el Ampelmännchen como un elemento que unía "belleza con eficiencia, encanto con utilidad y sociabilidad con el cumplimiento del deber". Para otros, el Ampelmännchen se asemejaba a una figura infantil, con la cabeza grande y las piernas cortas, o incluso hasta a un líder religioso.

### En la Alemania Oriental

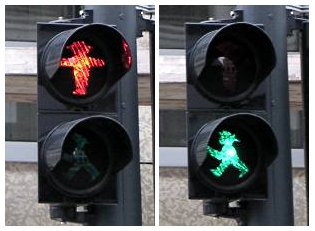
Un semáforo de peatones moderno con la silueta del Ampelmännchen.

El primer Ampelmännchen fue instalado oficialmente en Berlín el 13 de octubre de 1961, en una época en la cual el interés de público y medios se centraba más en la propia existencia de semáforos nuevos que en su diseño. Los primeros Ampelmännchen eran calcomanías baratas. Desde 1973, los semáforos con Ampelmann comenzaron a fabricarse en la VEB Signaltechnik Wildenfels y en pequeñas manufacturas privadas.
La figura se volvió tan popular que padres y profesores comenzaron a utilizar el símbolo para transmitir a los niños conceptos de educación vial. El Ministerio del Interior de la RDA tuvo la idea de dar vida al Ampelmann con propósitos didácticos a principios de los años 80. El muñeco apareció en tiras cómicas en situaciones relacionadas con los semáforos. El Ampelmännchen rojo lo hacía en los momentos peligrosos y el verde daba consejos. En colaboración con el periódico junge Welt, se desarrollaron juegos protagonizados por el hombrecillo del semáforo, quien también se convirtió en protagonista de historias radiofónicas. La televisión pública emitía una vez al mes historias animadas protagonizadas por el Ampelmann llamadas Stiefelchen und Kompaßkalle; la emisión tenía lugar dentro del exitoso programa infantil del Sandmännchen. Las historias animadas del Ampelmännchen suscitaron el interés internacional y fueron premiadas en el festival checo de filmes de educación vial.

### En la Alemania reunificada

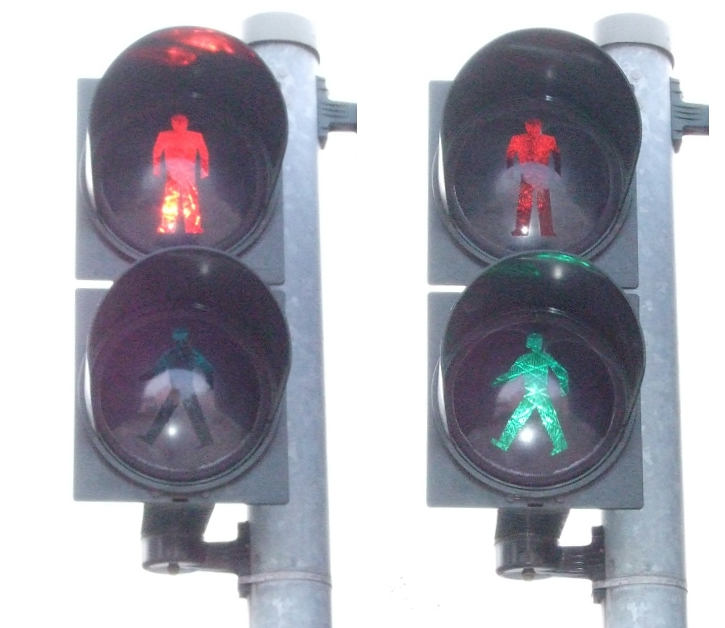
Ampelmännchen de la RFA.

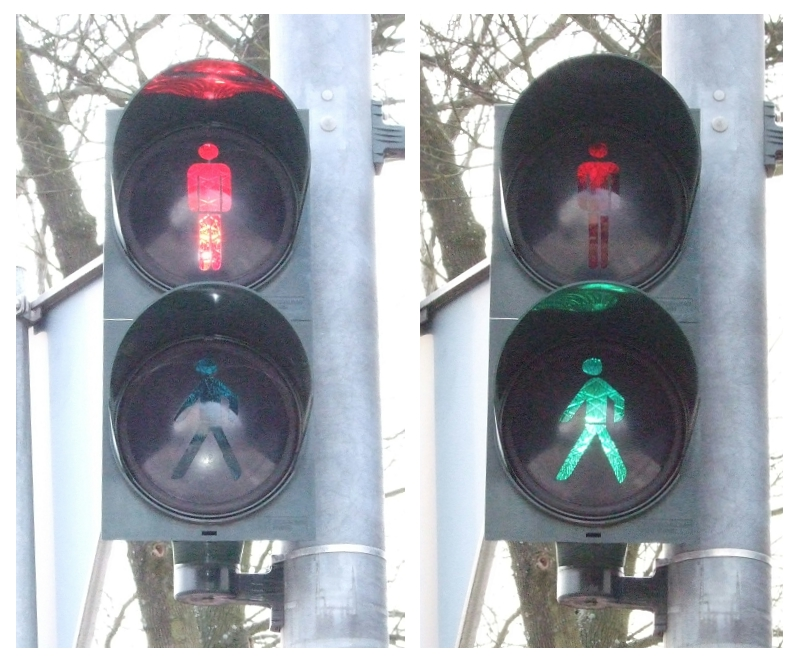
Ampelmännchen pangermánico.

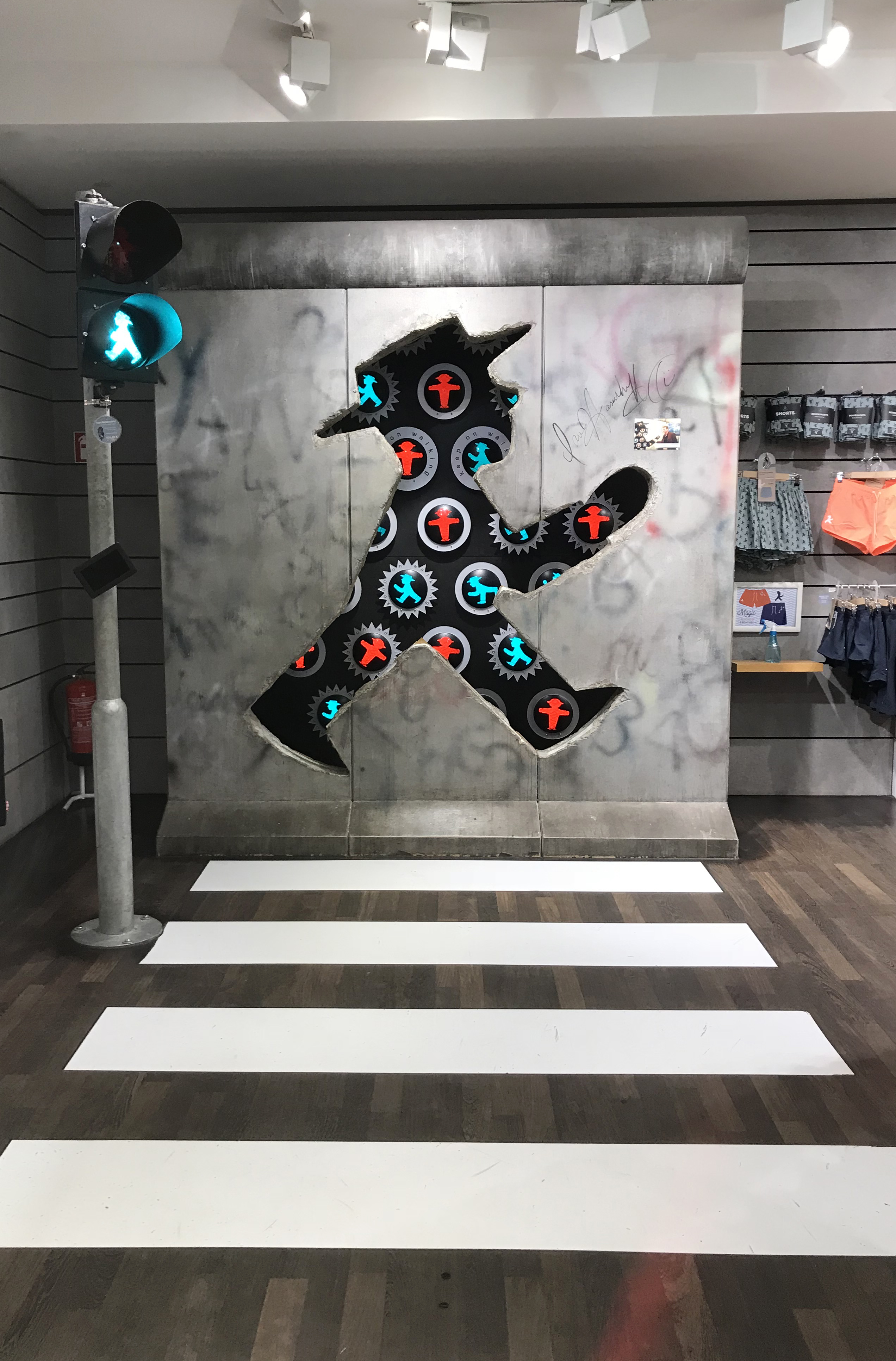
Figura del Ampelmann en una tienda.

Tras la reunificación alemana en 1990, tuvieron lugar intentos de estandarizar los semáforos en todo el país, extendiendo el diseño occidental a la antigua RDA. Las señales de tráfico de la Alemania Oriental fueron sustituidas, debido a que el tipo de letra era diferente en las dos mitades del país. Los programas de educación vial protagonizados por el Ampelmännchen desaparecieron. Esto motivó el surgimiento de un movimiento popular en defensa de los Ampelmänner, que reivindicaba que se trataban de parte de la cultura germano-oriental. Las primeras campañas de solidaridad con el Ampelmännchen se llevaron a cabo en Berlín a principios de 1995.
Markus Heckhausen, un diseñador gráfico de la ciudad de Tubinga (antigua RFA) y fundador de la empresa Ampelmann GmbH, se había fijado en los Ampelmännchen por primera vez durante sus visitas al Berlín Oriental en la década de los 90. Buscando posibles nuevos diseños en 1995, tuvo la idea de recoger Ampelmännchen que habían sido retirados de la vía pública y construir con ellos lámparas. Ante las dificultades que le surgieron para encontrar antiguos Ampelmännchen, decidió ponerse en contacto con la antigua VEB Signaltechnik (en la actualidad Signaltechnik Roßberg GmbH) para intentar conseguir restos. La compañía, que seguía produciendo Ampelmänner, valoró positivamente las visionarias ideas comerciales de Heckhausen. Los primeros seis modelos de lámparas de Heckhausen fueron un éxito. Los periódicos locales y la prensa amarillista publicaron artículos a página completa y pronto comenzaron a hacer lo propio otros periódicos de tirada nacional, así como revistas de diseño. El exitoso culebrón alemán Gute Zeiten, schlechte Zeiten utilizaba una de las lámparas de Heckhausen en uno de sus decorados. En 1997, el diseñador Karl Peglau le atribuía a la figura "un aura especial, casi indescriptible, de calor y cercanía humana" y "el derecho de representar los aspectos positivos de un orden social fallido".
El Ampelmann se convirtió en una especie de mascota del movimiento nostálgico de la era socialista conocido como Ostalgie. Las protestas tuvieron su recompensa y los Ampelmännchen regresaron a los cruces de peatones, incluyendo desde 2005 todos los distritos del antiguo Berlín Occidental. Algunas ciudades de la RFA como Saarbrücken o Heidelberg adoptaron también al hombrecillo en algunos pasos peatonales.
Peter Becker, mando policial de Saarbrücken, explicaba que los semáforos orientales tenían un mayor poder simbólico que sus equivalentes occidentales y que "hemos advertido que la gente reacciona mejor a los Ampelmännchen orientales que a los semáforos occidentales". En Heidelberg, sin embargo, las autoridades regionales instaron a la ciudad a detener la instalación de semáforos orientales, por motivos de uniformidad establecidos en sus regulaciones de tráfico.

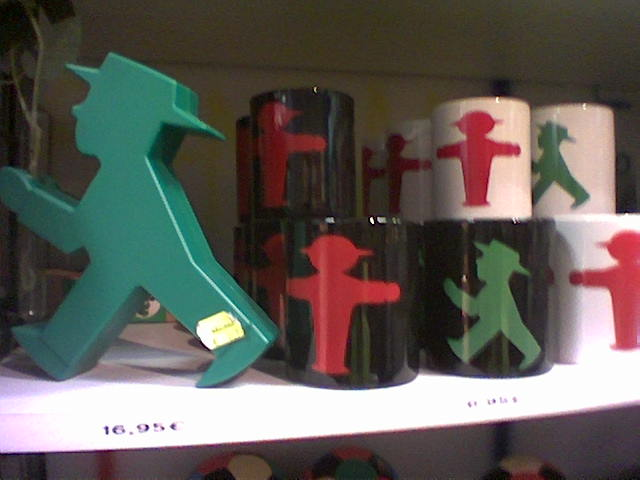
Recuerdos de viaje con la imagen del hombre del semáforo de la RDA.

Heckhausen continuó incorporando el diseño del Ampelmännchen a hasta un total de más de 40 productos distintos en 2004, lo que supuestamente le reporta ganancias de 2 millones de euros anuales. Por otro lado, el sajón Joachim Roßberg, exdirector de la VEB Signaltechnik, asegura facturar 50.000 euros anuales en concepto de merchandising. En 2005, un tribunal de Leipzig dictaminó en respuesta a una denuncia de Heckhausen que los derechos de uso de Roßberg sobre el Ampelmännchen como marca comercial habían prescrito y que el logotipo era de dominio público. Aunque Roßberg llevaba desde 1973 fabricando material relacionado con el Ampelmann, sólo mantuvo el derecho de comercializarlo como una marca de licor, no pudiendo emplearlo para camisetas o cerveza. El caso fue interpretado por sectores de la población como un enfrentamiento político y cultural entre los habitantes de los dos antiguos países, tipo de casos en los que el Este normalmente sale perdiendo.
Berlín empezó en 2006 a modernizar sus semáforos peatonales, reemplazando las bombillas tradicionales por diodos LED, esperando así conseguir mejor visibilidad y reducir los costes de mantenimiento.

## Variaciones

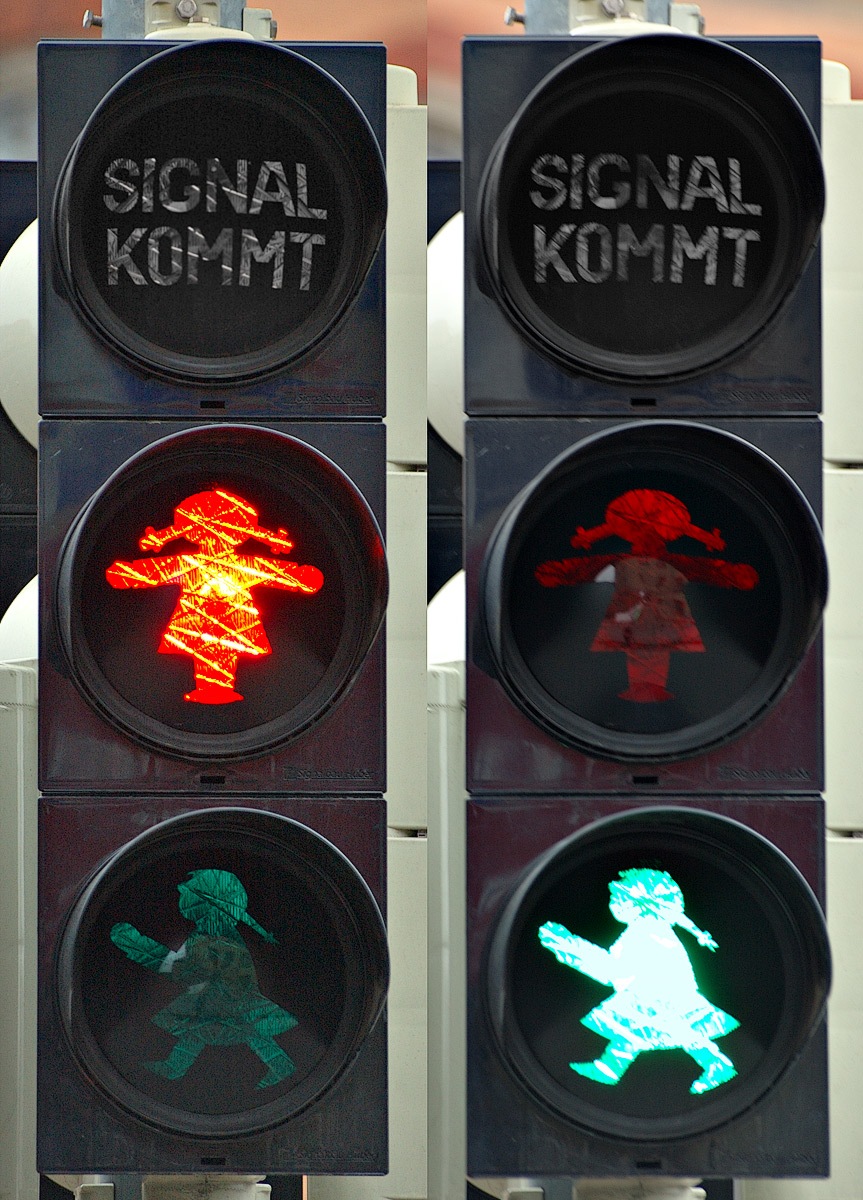
La variante femenina: el Ampelmädchen.

Actualmente existen en Alemania tres versiones distintas del Ampelmännchen: la antigua versión de la RDA, la antigua versión de la RFA y una común introducida en 1992. Cada estado federado tiene la potestad de decidir qué versión prefiere usar. Desde principios de los años 80, los ciudadanos de la Alemania Oriental comenzaron a modificar los semáforos a modo de chiste; en la década de los 90, esta costumbre se convertiría en un intento de hacer llamar la atención pública acerca de la desaparición del Ampelmännchen en la antigua RDA. En Erfurt, por ejemplo, varios semáforos fueron modificados de manera que el Ampelmännchen pareciese portar objetos tales como mochilas o máquinas fotográficas. En 2004, Joachim Roßberg inventó el equivalente femenino del Ampelmännchen, la Ampelfrau o Ampelmädchen, que se instaló en algunos semáforos en Zwickau y Dresde.